# Къзлар бей тюрбе
Къзлар бей тюрбе или Отвореното тюрбе (на македонска литературна норма: К’злар Беј турбе, Отворено турбе, на турски: Kızlar Bey Türbe) е османска гробница от XVI – XVII век, намираща се в град Битоля, Северна Македония.

## Местоположение
Тюрбето е разположено в мюсюлманските гробища в североизточните покрайнини на града, в махалата известна в османско време като Къзлар бей. Тюрбето е построено на хълм.

## История
Според местна легенда в тюрбето, построено в началото на XVI век или по-късно, е погребан ходжа. Един човек обаче сънувал, че там е погребана дъщерята на християнски владетел и при проверката се оказало, че е така. Сходна легенда съществува за Крал Къзъ тюрбе в Скопие.
Тюрбето е разрушено от земетресение в 1995 година. В 1996 година Ислямската общност и Институтът за защита на паметниците на културата започват проект за възстановяването на тюрбето.

## Архитектура
Тюрбето е от отворен тип – типично за тюрбета, строени от жени или за жени. Има почти квадратна основа с размери 5,16 x 5,31 m. Височината му е 7,76 m. Покрито е с осмоъгълен купол с диаметър от 3,10 m върху пандантиви, носени от четири големи ъглови колони с размери 1,03 x 1,03 m. Зидарията е от облицован камък, редуващ се с три реда тухли. На фасадата е имало меандрова декорация от тухли – вдълбана и изпъкнала. Дкоративните фризове завършвали с назъбен корниз. Горната част на купола е била покрита с теракотени плочи и мраморен алем. В 1848 година тюрбето е посетено от Едуард Лиър, който го рисува с мраморен саркофаг в него, който по-късно изчезва.
Подобно е Джигер Баба тюрбе на южните падини на рида Тумбе Кафе. Сходни като архитектура са Крал Къзъ тюрбе, Хатунджиклар тюрбе, Алтъ Аяк тюрбе (1690) и Али паша тюрбе (1774) в Скопие. Подобни примери има и в гробището Алифакович в Сараево, както и във Фоча.